# Barra do Jacaré
Barra do Jacaré este un oraș în Paraná (PR), Brazilia.